# Composite Technology Center

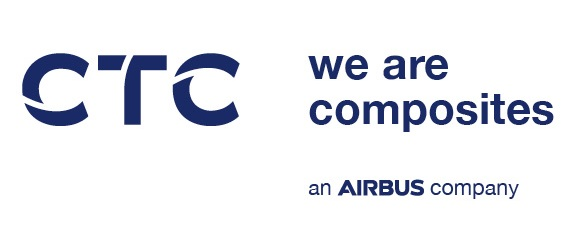
Firmenlogo

Composite Technology Center bzw. CTC GmbH (An Airbus Company) ist eine 100-prozentige Tochtergesellschaft der Airbus Operations GmbH bzw. von Airbus mit Sitz in Stade. Die CTC GmbH entwickelt branchenübergreifend Leichtbautechnologien und ganzheitliche Leichtbaulösungen für den industriellen Einsatz. Im Fokus stehen innovative Technologien für die industrielle und automatisierte Verarbeitung von Composites und Multimaterialverbunden für die Luftfahrt. Das Unternehmen ist weltweit im Bereich Leichtbau tätig. Zudem ist die CTC GmbH Mitglied im internationalen Netzwerk Composites United e.V.

## Geschichte

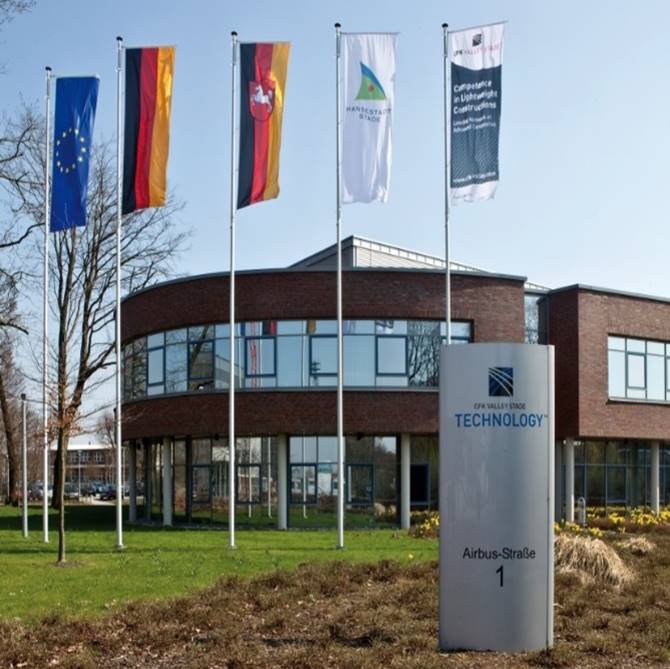
Composite Technology Center

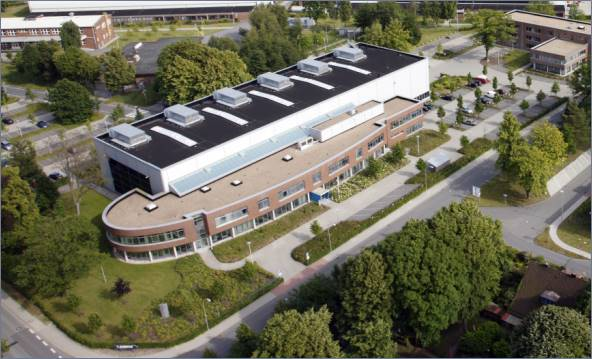
Luftbild

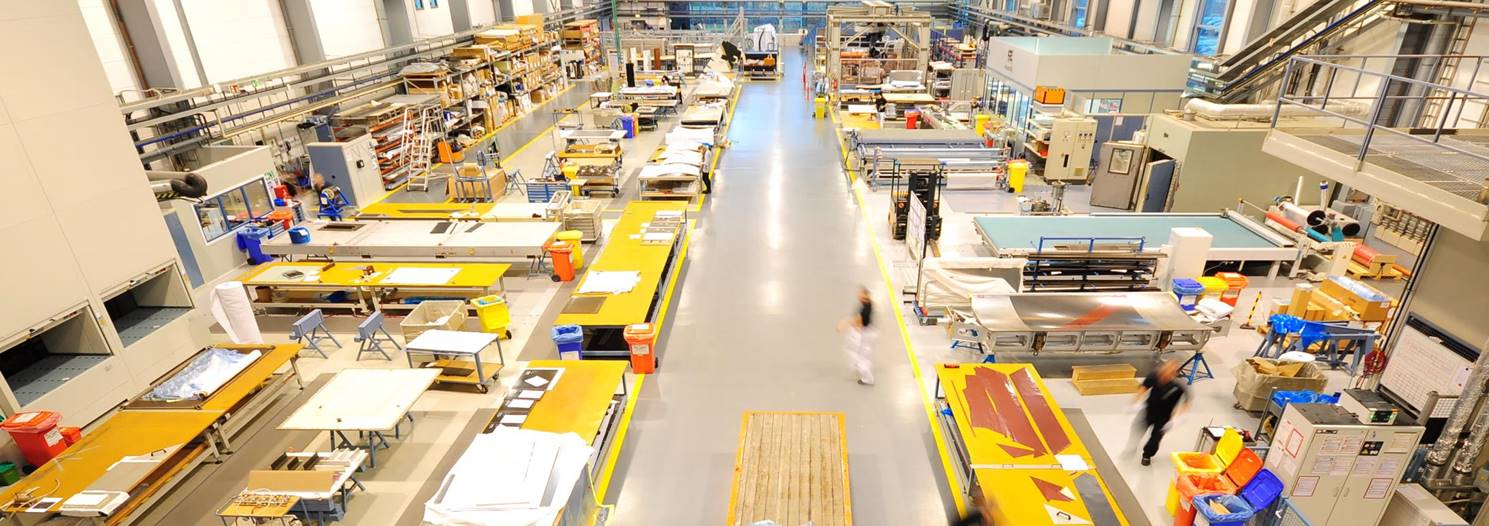
Produktionshalle Technikum

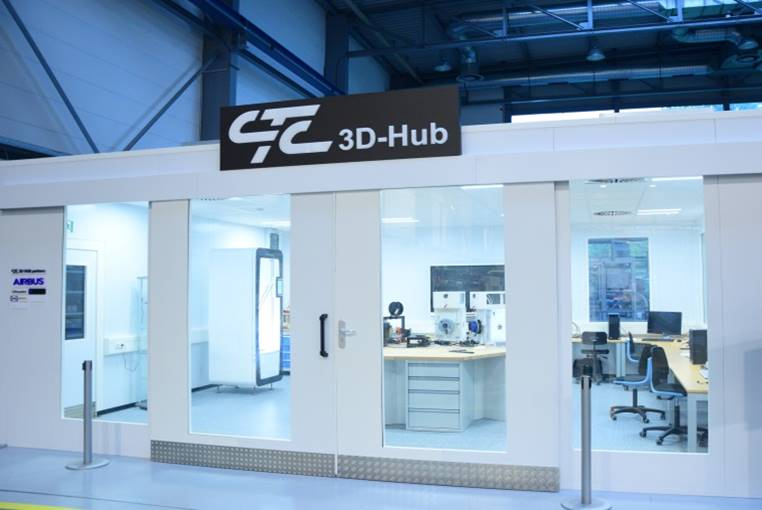
3D-Hub

Die CTC GmbH wurde im Jahr 2001 gegründet und zog im Jahr 2004 von einer ehemaligen Instandsetzungshalle der Bundeswehr auf dem Gelände des hiesigen Werkes von Airbus in das Technologiezentrum Stade um. Grund für die Gründung war ein steigender Bedarf an anwendungsbezogener Forschung und Entwicklung im Bereich der Composites und eine Entkopplung dieser Aktivitäten von den operativen Produktionsprozessen im Airbus Werk Stade, um als ein führendes Technologiezentrum agil, flexibel und branchenübergreifend Leichtbau-Innovationen herbeizuführen.

## Geschäftsfelder und Kernkompetenzen
Die Kernkompetenzen des CTC verteilen sich auf die Geschäftsfelder „Innovation“, „Solution“, „Production“ und „Education“ und liegen besonders in den Bereichen:
- Faserverbundgerechte Produktgestaltung und -analyse
- Forschungs- und Entwicklungsprojekte für Faserverbund- und Leichtbautechnologien
- Entwicklung, Einführung und Betrieb von hochautomatisierten Fertigungsanlagen
- Beratung und Serienunterstützung für die Composite-Produktion
- Prozessaufnahme, -analyse und -optimierung
- Fertigung von Prototypen, Technologiedemonstratoren, Einzel- und Serienteilen in Luftfahrtqualität
- Training und Education im Bereich der Composites und innovativer Technologien, wie der additiven Fertigung oder kollaborativer Robotik.

## Branchen
Die CTC GmbH ist in folgenden Branchen tätig:
- Luft- und Raumfahrtindustrie
- Automobilindustrie
- Transportwesen
- Maschinen- und Anlagenbau
- Schiffbau
- Bahnwesen
- Windkraftindustrie